# Franjo Frntić
Franjo Frntić (Grubišno Polje, 9. rujna 1919. – Zagreb, 21. siječnja 2000.), bio je hrvatski sportski djelatnik, ekonomist i bankarski stručnjak.

## Životopis
Franjo Frntić rođen u Grubišnom Polju 1919. godine. U Bjelovaru završio je srednju školu, a nakon Drugoga svjetskog rata Visoku bankarsku školu u Beogradu. Od 1938. do 1947. godine bio je poštanski službenik u Osijeku, Sarajevu, Kalinoviku i Pakračkoj Poljani. Zatim je radio kao bankarski stručnjak u Pakracu, Ludbregu, Bjelovaru i Zagrebu. Od 1967. do 1978. godine predavao na Fakultetu za organizaciju i informatiku u Varaždinu. U mirovinu otišao 1978. godine. Pri Fakultetu za organizaciju i informatiku u Varaždinu među osnivačima bankarskog smjera. Pisao je članke iz bankarstva koji su mu izašli u Glasniku i Glasilu radnih zajednica SDK Hrvatske.
U sportu bio je prvo kao vježbač u Hrvatskom sokolu, a zatim kao atletičar. Godine 1943. pobijedio je u međunarodnoj utrci na 1000 m u Banjoj Luci. Bio je također odbojkaš, nogometaš i planinar. Nakon Drugoga svjetskog rata obnavljao je sportska društva u Grubišnom Polju, Lipiku, Daruvaru i Bjelovaru. Mnogo je pridonio Bjelovaru, gdje je osnovao Savez sportova, Turistički savez kotara Bjelovar, uređivao sportske i enigmatičke rubrike Bjelovarskog lista, bilten Nogomet, uredio Bjelovarski turistički kalendar za 1961. godinu. Pokrenuo je list Povijest sporta čij je bio urednik. 
Članci o povijesti sporta izašli su mu u zbornicima, časopisima i listovima Bjelovarski list, Grubišnopoljski list, Povijest sporta, Sportske novosti, Večernji list, Virovitički zbornik, Bjelovarski zbornik, Iseljenički kalendar, Nova matica, Slobodna Dalmacija. Bio je dugogodišnji suradnik Leksikografskoga zavoda Miroslav Krleža.
Bio je redoviti član Međunarodnog društva za povijest tjelesnog odgoja i sporta od 1988. godine.

## Djela
Suautor i urednik djela:
- Nogomet 1908. – 1955., (suautor i urednik), 1955.
- Športska rekreacija u Hrvatskoj: 1951. – 1991., (suautor i gl. urednik), 1991.
- Ivanovo Selo, (suautor), 1971.
- Veliki i Mali Zdenci, (suautor), 1977.
- Sto godina nogometa u Hrvatskoj: 1880-1980., gl. i odg. ur., (prikupili, obradili i pripremili Franjo Frntić i Dragutin Hripko), 1983.
- Razvoj rukometa u Hrvatskoj, (suautor), 1986.
- Hrvatski nogometni savez: 80. obljetnica, gl. i odg. ur. Fredi Kramer, (Franjo Frntić jedan od pisaca tekstova), 1992.
- Vila Bilogorska, (suautor Vjenceslav Herout), 1995.

## Nagrade
Dobio je nagrade:
- Nagrada za životno djelo SDK Hrvatske 1985.
- Nagrada za životno djelo »Franjo Bučar« 1992.
- Priznanje Međunarodnoga olimpijskog odbora 1994.